# Barbara Bolzan
Barbara Bolzan (Desio, 17 ottobre 1980) è una scrittrice e illustratrice italiana.

## Biografia
È stata vincitrice di numerosi concorsi letterari nazionali e internazionali.
Nel 2004 pubblica il suo libro di esordio Sulle Scale. 
Nel 2006, in seguito alla vittoria del Premio Internazionale Interrete, pubblica Il sasso nello stagno, mentre nel 2011 esce il thriller Requiem in Re minore, premiato con il Premio Alabarda d'oro-Città di Trieste e presentato a "Casa Sanremo Writers" nel corso della serata conclusiva del Festival di Sanremo. Nel 2014 pubblica Rya-La figlia di Temarin (primo volume della saga di Rya) e L'età più bella, romanzo che affronta il tema dell'epilessia; nel 2015 esce il giallo Il furto dei Munch, mentre nel 2017 escono i quattro libri della tetralogia Rya Series.
Nel 2024 esce il romanzo mistery Gli insetti. Sinfonia in tre movimenti.

## Opere
- Sulle scale (2004)
- Il sasso nello stagno (2006)
- Requiem in Re minore (2011)
- Rya-La figlia di Temarin (2014) (Butterfly Edizioni) ISBN 978-88-97810-32-2
- L'età più bella (2014) (Butterfly Edizioni) ISBN 978-88-97810-35-3
- Il furto dei Munch (2015) (La Corte Editore) ISBN 978-88-96325-66-7 (ebook) / ISBN 978-88-96325-65-0 (cartaceo)
- Gli insetti. Sinfonia in tre movimenti (2024) (Delrai) ISBN 978-88-554-2124-9

### Serie di Rya
- Fracture (Rya Series - Vol.1) (uscito il 15 Gennaio 2017) (Delrai Edizioni-Collana Algol [1]) ISBN 978-88-99960-12-4
- Sacrifice (Rya Series - Vol.2) (uscito il 18 Maggio 2017) (Delrai Edizioni-Collana Algol) ISBN 978-88-99960-24-7
- Deception (Rya Series - Vol.3) (uscito il 28 Settembre 2017) (Delrai Edizioni-Collana Algol) ISBN 978-88-99960-27-8
- Awaken (Rya Series - Vol.4) (uscito il 1º Dicembre 2017) (Delrai Edizioni-Collana Algol) ISBN 978-88-99960-38-4